# Baileyton (Alabama)
Baileyton város az USA Alabama államában, Cullman megyében. Lakosainak száma 649 fő (2020. április 1.).

## Népesség
A település népességének változása:

| 2010 | 610 |
| 2020 | 649 |